# Верхняя Пеша
Верхняя Пеша (нен. Тю”уй Пясты) — деревня в Заполярном районе Ненецкого автономного округа России. Входит в состав Пешского сельсовета.

## Официальное название
Официальное название деревни — Верхняя Пеша.
Законом Ненецкого автономного округа от 1 декабря 2015 года № 155-ОЗ в названиях Пешского сельсовета, сёл Нижняя Пеша и Верхняя Пеша — буква ё была заменена на е.

## Этимология
Название деревни происходит от гидронима Пёша. По одной из версий гидроним Пёша возник из-за того что реку во многих местах можно перейти пешком.

## География
Деревня находится на левом берегу реки Пёша, в пограничной зоне.

## Население
| 2002 | 2010 |
| ---- | ---- |
| 187  | ↘134 |

## Экономика
Основные занятия населения — рыболовство и молочное животноводство. Действует отделение СПК РК «Заполярье».

## Инфраструктура
В селе функционируют молочно-товарная ферма, два магазина, почта, начальная школа-детский сад, ФАП, дом культуры.

## Транспорт
Грунтовая автомобильная дорога «Нижняя Пеша — Верхняя Пеша — Волоковая». Регулярное автобусное сообщение с Нижней Пешей.

## Известные уроженцы
- Ружников, Игорь Иванович (род. 1965) — советский боксёр, чемпион Европы и мира по боксу. Заслуженный мастер спорта СССР.
- Шубина, Евстолия Ильинична (1938—1999) — советская доярка, Герой Социалистического Труда.